# 卡萨尔祖伊尼奥
卡萨尔祖伊尼奥（義大利語：Casalzuigno），是意大利瓦雷泽省的一个市镇。总面积7平方公里，人口1374人，人口密度196.3人/平方公里（2009年）。国家统计（ISTAT）代码为012037。